# Mai 1836

## Événements
- Début de la seconde guerre Creek aux États-Unis.

- 1er mai : Victor Hugo installe sa famille pour l’été à Fourqueux (près de Marly).

- 7 mai, Belgique : inauguration de la section Malines-Anvers du chemin de fer de Bruxelles à Anvers et raccordements (administration des chemins de fer de l'état).

- 8 mai, France : crue de la Seine. Inondation des quais de Paris.

- 11 mai, France : Gobineau rencontre le poète Édouard Turquety qui le complimente sur ses vers.

- 12 mai, France : Honoré de Balzac s'en prend à Thiers dans son journal la Chronique de Paris.

- 21 mai, France :
  - loi interdisant les loteries particulières et les maisons de jeu, à l’exception des tombolas de bienfaisance et des contrats d’assurance;
  - loi organique sur la construction et l'administration des chemins vicinaux : La loi met à la charge des communes l’entretien des chemins vicinaux et leur attribue en contrepartie des recettes fiscales ; les départements peuvent subventionner les chemins vicinaux de grande communication, reliant plusieurs communes (ancêtres des routes départementales).

- 23 mai : réconciliation définitive de Victor Hugo avec Alexandre Dumas (qui rédigera Notes dictées par Victor Hugo, écrites par moi).

## Naissances
- 14 mai : Wilhelm Steinitz, premier champion du monde officiel d'échecs.
- 17 mai : Joseph Norman Lockyer (mort en 1920), scientifique, vulgarisateur, et astronome britannique.
- 31 mai : Jean Baptiste Clément (mort en 1903), chansonnier et communard français.